# Kategoria Superiore 2025/26
Die Kategoria Superiore 2025/26 (offizielle ausgetragen als Abissnet Superiore) soll die 86. Spielzeit der höchsten albanischen Spielklasse im Männerfußball werden. 
Titelverteidiger ist KS Egnatia Rrogozhina. Aufgestiegen waren FK Vora und KS Flamurtari Vlora, die die abgestiegenen Vereine KF Skënderbeu Korça und KF Laçi ersetzten.

## Modus
Die zehn Vereine spielen im Verlauf der Saison an 36 Spieltagen viermal gegeneinander, zweimal zu Hause und zweimal auswärts. Die letzten zwei Teams steigen am Saisonende direkt in die Kategoria e parë. Der Achtplatzierte spielt in der Relegation um den Klassenerhalt. Seit der Saison 2023/24 spielen die vier besten Mannschaften in zwei Runden nach der Saison in einem Miniturnier den Meister und die drei weiteren Platzierungen aus. Bei einem Unentschieden entscheidet die bessere Platzierung in der regulären Saison über den Sieger.

## Vereine
| Logo                       | Verein                | Stadt      | Stadion                              |
| -------------------------- | --------------------- | ---------- | ------------------------------------ |
| Logo FK Egnatia Rrogozhina | KS Egnatia Rrogozhina | Rrogozhina | Arena Egnatia                        |
| Logo Partizani Tirana      | FK Partizani Tirana   | Tirana     | Kompleksi Partizani (Arena e Demave) |
| Logo KF Tirana             | KF Tirana             | Tirana     | Selman-Stërmasi-Stadion              |
| Logo Bylis Ballsh          | KS Bylis Ballsh       | Ballsh     | Adush-Muça-Stadion                   |
| Logo Teuta Durrës          | KS Teuta Durrës       | Durrës     | Niko-Dovana-Stadion                  |
|                            | AF Elbasani           | Elbasan    | Elbasan Arena                        |
| Logo FK Vora               | FK Vora               | Vora       | Stadiumi Vora                        |
| Logo FK Vllaznia Shkodra   | KS Vllaznia Shkodra   | Shkodra    | Loro-Boriçi-Stadion                  |
| Logo Dinamo Tirana         | Dinamo City           | Tirana     | Selman-Stërmasi-Stadion              |
| Logo KS Flamurtari Vlora   | KS Flamurtari Vlora   | Vlora      | Stadium Flamurtari                   |

## Statistiken

### Tabelle
| Pl. | Verein                    | Sp. | S | U | N | Tore    | Diff. | Punkte |
| --- | ------------------------- | --- | - | - | - | ------- | ----- | ------ |
| 1.  | KS Egnatia Rrogozhina (M) | 0   | 0 | 0 | 0 | 000:000 | ±0    | 0      |
| 2.  | KS Vllaznia Shkodra       | 0   | 0 | 0 | 0 | 000:000 | ±0    | 0      |
| 3.  | Dinamo City (P)           | 0   | 0 | 0 | 0 | 000:000 | ±0    | 0      |
| 4.  | FK Partizani Tirana       | 0   | 0 | 0 | 0 | 000:000 | ±0    | 0      |
| 5.  | AF Elbasani               | 0   | 0 | 0 | 0 | 000:000 | ±0    | 0      |
| 6.  | KS Teuta Durrës           | 0   | 0 | 0 | 0 | 000:000 | ±0    | 0      |
| 7.  | KS Bylis Ballsh           | 0   | 0 | 0 | 0 | 000:000 | ±0    | 0      |
| 8.  | KF Tirana                 | 0   | 0 | 0 | 0 | 000:000 | ±0    | 0      |
| 9.  | FK Vora (N)               | 0   | 0 | 0 | 0 | 000:000 | ±0    | 0      |
| 10. | KS Flamurtari Vlora (N)   | 0   | 0 | 0 | 0 | 000:000 | ±0    | 0      |

Platzierungskriterien: 1. Punkte – 2. Direkter Vergleich (Punkte, Tordifferenz, geschossene Tore) – 3. Tordifferenz – 4. geschossene Tore

| (M) | amtierender albanischer Meister     |
| (P) | amtierender albanischer Pokalsieger |
| (N) | Neuaufsteiger                       |

### Kreuztabelle
| Spieltage 1–18       | Spieltage 1–18   | Spieltage 1–18        | Spieltage 1–18 | Spieltage 1–18           | Spieltage 1–18      | Spieltage 1–18  | Spieltage 1–18 | Spieltage 1–18      | Spieltage 1–18 | 2025/26               | Spieltage 19–36      | Spieltage 19–36  | Spieltage 19–36       | Spieltage 19–36 | Spieltage 19–36          | Spieltage 19–36     | Spieltage 19–36 | Spieltage 19–36 | Spieltage 19–36     | Spieltage 19–36 |
| Logo KS Bylis Ballsh | Logo Dinamo City | FK Egnatia Rrogozhina | AF Elbasani    | Logo KS Flamurtari Vlora | FK Partizani Tirana | KS Teuta Durrës | KF Tirana      | KS Vllaznia Shkodra | KF Vora        | Verein                | Logo KS Bylis Ballsh | Logo Dinamo City | FK Egnatia Rrogozhina | AF Elbasani     | Logo KS Flamurtari Vlora | FK Partizani Tirana | KS Teuta Durrës | KF Tirana       | KS Vllaznia Shkodra | FK Vora         |
| -------------------- | ---------------- | --------------------- | -------------- | ------------------------ | ------------------- | --------------- | -------------- | ------------------- | -------------- | --------------------- | -------------------- | ---------------- | --------------------- | --------------- | ------------------------ | ------------------- | --------------- | --------------- | ------------------- | --------------- |
|                      | :                | :                     | :              | :                        | :                   | :               | :              | :                   | :              | KS Bylis Ballsh       |                      | :                | :                     | :               | :                        | :                   | :               | :               | :                   | :               |
| :                    |                  | :                     | :              | :                        | :                   | :               | :              | :                   | :              | Dinamo City           | :                    |                  | :                     | :               | :                        | :                   | :               | :               | :                   | :               |
| :                    | :                |                       | :              | :                        | :                   | :               | :              | :                   | :              | KS Egnatia Rrogozhina | :                    | :                |                       | :               | :                        | :                   | :               | :               | :                   | :               |
| :                    | :                | :                     |                | :                        | :                   | :               | :              | :                   | :              | AF Elbasani           | :                    | :                | :                     |                 | :                        | :                   | :               | :               | :                   | :               |
| :                    | :                | :                     | :              |                          | :                   | :               | :              | :                   | :              | KS Flamurtari Vlora   | :                    | :                | :                     | :               |                          | :                   | :               | :               | :                   | :               |
| :                    | :                | :                     | :              | :                        |                     | :               | :              | :                   | :              | FK Partizani Tirana   | :                    | :                | :                     | :               | :                        |                     | :               | :               | :                   | :               |
| :                    | :                | :                     | :              | :                        | :                   |                 | :              | :                   | :              | KS Teuta Durrës       | :                    | :                | :                     | :               | :                        | :                   |                 | :               | :                   | :               |
| :                    | :                | :                     | :              | :                        | :                   | :               |                | :                   | :              | KF Tirana             | :                    | :                | :                     | :               | :                        | :                   | :               |                 | :                   | :               |
| :                    | :                | :                     | :              | :                        | :                   | :               | :              |                     | :              | KS Vllaznia Shkodra   | :                    | :                | :                     | :               | :                        | :                   | :               | :               |                     | :               |
| :                    | :                | :                     | :              | :                        | :                   | :               | :              | :                   |                | FK Vora               | :                    | :                | :                     | :               | :                        | :                   | :               | :               | :                   |                 |

### Meisterrunde (Final 4)
Die Mannschaften auf den Plätzen eins bis vier spielen in einer einfachen Runde den Meister aus. Der Erst- und Zweitplatzierte sind gesetzt und haben Heimrecht. Der Dritte und Vierte wird dazugelost. Bei Punktgleichheit zählt die bessere Platzierung in der Hauptrunde.

#### Halbfinale
| Datum    |  | Ergebnis |  |
| -------- |  | -------- |  |
| Mai 2026 |  | :        |  |
| Mai 2026 |  | :        |  |

#### Spiel um Platz 3
| Datum    |  | Ergebnis |  |
| -------- |  | -------- |  |
| Mai 2026 |  | :        |  |

#### Finale
| Datum    |  | Ergebnis |  |
| -------- |  | -------- |  |
| Mai 2026 |  | :        |  |

### Relegation
| Datum    |  | Ergebnis |  |
| -------- |  | -------- |  |
| Mai 2026 |  | :        |  |